# スティーブ・ライト
スティーブ・ライト（Stephen "Steve" Wright、1953年12月24日 - ）は、イギリス・チェシャー州ウォリントン出身の元プロレスラー。生年月日は1952年12月12日ともされる。
イギリスやドイツなどヨーロッパを主戦場に、日本では1970年代半ばから1980年代にかけて、新日本プロレスのリングで活躍。ヨーロピアン・スタイルの洗練されたレスリング技術と、軽業師を思わせるアクロバティックな動きを武器に、初代タイガーマスクらと好試合を展開した。
息子のアレックス・ライトも元プロレスラーであり、1990年代にアメリカのWCWで活動、嫌米ギミックのドイツ人ヒール "ベルリン" として知られる。

## 来歴
ビリー・ライリー・ジムでトレーニングを積み、1969年に英国のジョイント・プロモーションズにてデビュー。1972年に旧西ドイツに渡り、当時のAWA世界ヘビー級王者バーン・ガニアとも対戦している。1974年はメキシコのEMLLに遠征、その提携ルートでアメリカのNWAロサンゼルス地区（NWAハリウッド・レスリング）にも出場し、ベビーフェイスとしてブラック・ゴールドマンやエル・ゴリアス、デール・ルイスらと対戦した。
1975年1月、新日本プロレスに初来日。以降も新日本の常連外国人選手となり、1977年10月の来日では、負傷したクルト・フォン・ストロハイムの代打としてパット・パターソンのパートナーに起用され、12月8日に蔵前国技館にて坂口征二&ストロング小林の北米タッグ王座に挑戦した。
1980年2月から3月にかけてはカナダのカルガリー地区のスチュ・ハートが主宰していたスタンピード・レスリングに参戦。同じ英国人のダイナマイト・キッドとの連戦も行われた。
1982年3月には新日本プロレスの第5回MSGシリーズに来日（リーグ戦には不参加）。3月4日に後楽園ホール、4月1日に蔵前国技館にて、タイガーマスクのWWFジュニアヘビー級王座に連続挑戦し、名勝負を残している。なお、木戸修はライトについて「自分が戦ったレスラーでは一番上手かった」と語っている。
ヨーロッパでは1980年代よりドイツのニュルンベルクに居住し、ポール・バーガーやアルフレッド・ジーグラーのプロモーションで活動。1985年12月20日にはオットー・ワンツ主宰のCWAにて、前王者トニー・セント・クレアーの返上で空位となっていたCWA世界ミドル級王座をトーナメントに勝ち抜いて獲得。以降、1987年7月にミレ・ツルノに敗れ一度はタイトルを失うも、マーク・ロコ、トム・プリチャード、新日本プロレスから遠征してきた山田恵一、越中詩郎、ヒロ斎藤らを相手に防衛を重ね、1990年から1991年にかけてはデイブ・フィンレイを相手に王座を巡る抗争を展開した。
CWAではミドル級戦線で活躍する一方、ブル・パワー、テキサス・スコット、ムーンドッグ・レックス、ランボー、カウボーイ・ボブ・オートン、ザ・バーバリアン、ブルーザー・マスティーノなど、北米のヘビー級選手とも対戦している。1991年12月にフィンレイにミドル級王座を奪われてからはセミリタイア状態となるも、以降も1990年代末までドイツのマット界で活動した。
なお、ドイツではローラン・ボックの興行には参加したことがないが、ボックは「強く印象に残ったレスラー」として、ジョージ・ゴーディエンコ、アントニオ猪木、アンドレ・ザ・ジャイアント、ダニー・リンチらに加え、ライトの名前も挙げている。

## 得意技
- フライング・ヘッドシザーズ
- ロメロ・スペシャル
- オクトパス・ホールド
- サイド・スープレックス

## 獲得タイトル
- CWA世界ミドル級王座：3回[15]